# Talitha Bateman

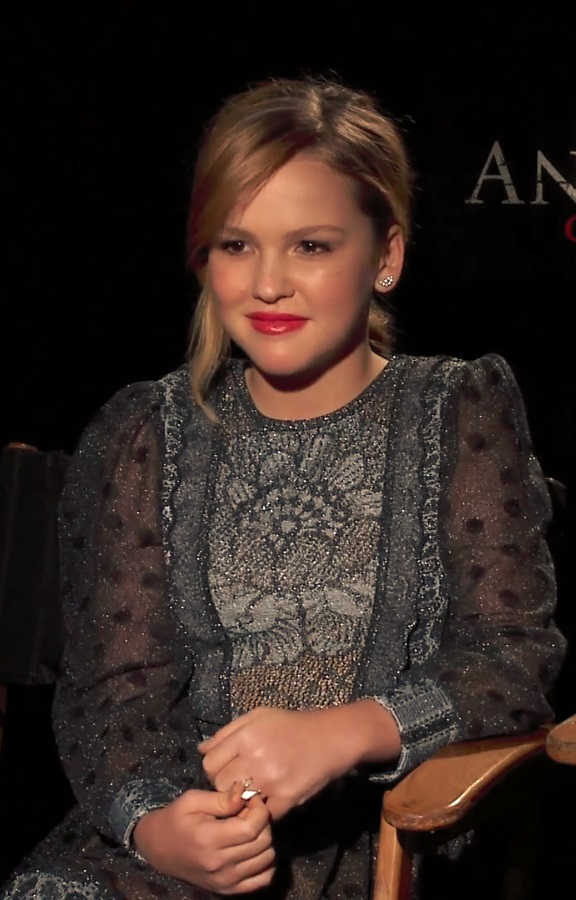
Bateman bei einem Interview über Annabelle 2 (2017)

Talitha Eliana Bateman (* 4. September 2001 in Turlock, Kalifornien) ist eine US-amerikanische Schauspielerin, unter anderem bekannt aus Annabelle 2.

## Leben
Talitha Bateman wurde als Tochter von Jonelle und Tim Bateman geboren und lebt als achtes von neun Kindern in Los Angeles, Südkalifornien. Sechs ihrer Geschwister sind oder waren schon als Schauspieler tätig, darunter auch Gabriel Bateman
Im Jahr 2015 spielte Bateman in der Fernsehserie Hart of Dixie die Rolle der Scarlett Kincaid. Einem breiteren internationalen Publikum bekannt wurde sie 2016 vor allem als Teacup in dem Science-Fiction-Film Die 5. Welle mit Chloë Grace Moretz und Nick Robinson. Im selben Jahr spielte sie an der Seite von Kevin Spacey, Robbie Amell, Jennifer Garner und Christopher Walken in der Filmkomödie Voll verkatert die Rolle der Nicole Camden.
Im Jahr 2017 war sie an der Seite von Lulu Wilson, Stephanie Sigman, Anthony LaPaglia und Miranda Otto im Horrorfilm Annabelle 2 als Janice sowie neben Gerard Butler, Abbie Cornish und Ed Harris im Science-Fiction-Thriller Geostorm als Hannah zu sehen.

## Filmografie (Auswahl)
- 2013: The Middle (Fernsehserie, 1 Episode)
- 2015: Hart of Dixie (Fernsehserie, 3 Episoden)
- 2015: The Hive
- 2016: Furst Born (Fernsehfilm)
- 2016: Die 5. Welle (The 5th Wave)
- 2016: So B. It
- 2016: Voll verkatert (Nine Lives)
- 2016: Mamma Dallas (Fernsehfilm)
- 2017: Vengeance – Pfad der Vergeltung (Vengeance: A Love Story)
- 2017: Annabelle 2 (Annabelle: Creation)
- 2017: Mittendrin und kein Entkommen (Stuck in the Middle, Fernsehserie, Episode 2x16)
- 2017: Geostorm
- 2018: Love, Simon
- 2018: Just Between Us
- 2018: The Boxcar Children – Surprise Island (Stimme)
- 2019: Law & Order: Special Victims Unit (Fernsehserie, Episode 20x13)
- 2019: Robert the Bruce – König von Schottland (Robert the Bruce)
- 2019: Countdown
- 2020: Away (Fernsehserie, 10 Episoden)